# Naheed Abidi
Naheed Abidi, född 1961 i Mirzapur i den indiska delstaten Uttar Pradesh, är en indisk forskare i sanskrit och författare. 2014 hedrades hon av Indiens regering genom att den tilldelade henne Padma Shri, den fjärde högsta civila utmärkelsen, för hennes författarskap.

## Biografi
Naheed Abidi föddes i en muslimsk zamindari-familj i Mirzapur.
Genom att välja sanskrit som sitt ämne tog Abidi examen vid Kamla Maheshwari Degree College i Mirzapur.
Hon flyttade sedan till Varanasi, ett gammalt säte för sanskritstudier, när hon hade gift sig med Ehtesham Abidi - en advokat i staden. Varanasi anses heligt i den hinduiska texten Garuda Purana. Hon fortsatte studierna med att ta en filosofie doktorexamen (PhD) vid Mahatma Gandhi Kashi Vidyapith (MGKV), ett publikt universitet i Varanasi, och publicerade sin avhandling med titeln Vedic Sahitya Mein Ashviniyon Ka Swaroop (Ashvinis form i vedisk litteratur) 1993.
2005 började Abidi arbeta som föreläsare utan lön vid Banaras Hindu University. Något senare började hon arbeta som deltidsföreläsare på universitetet Mahatma Gandhi Kashi Vidyapith på ett daglönesystem. Abidi, som var känd som den första muslimska kvinnan som hade arbetat som föreläsare i sanskrit, hade dock svårt att hitta ett vanligt arbete. Hennes första bok publicerades 2008 och fick titeln Sanskrit Sahitya Mein Rahim - som är en redogörelse för den berömda poeten Abdul Rahim Khan-e-Khanas sanskrit. Detta följdes av Devalayasya Deepa, en översättning av Chairag-e-Dair, skriven av poeten Mirza Ghalib. Den tredje boken var Sirr-e-Akbar, en hindiöversättning av 50 upashinader, som tidigare översatts av stormogulprinsen Dara Shikoh till persiska. Abidi har publicerat en hindiöversättning av Vedanta, översatt till persiska av Dara Shikoh och även sufitexter av prinsen.
Naheed Abidi bor med sin make Ehtesham Abidi och sina två barn, en son och en dotter, i Shivpur-området i Varanasi. Hon är verkställande rådsmedlem vid Sampurnanad Sanskrit University.

## Utmärkelser och erkännanden
Naheed Abidi tilldelades Padma Shri 2014 av Indiens regering för hennes författarskap. Hon har också tilldelats DLitt (Honoris Causa) av Lucknows universitet. Abidi träffade Narendra Modi, Indiens premiärminister den 9 september 2014 i dennes bostad och presenterade två av de böcker som hon skrivit. Mötet tillkännagavs av Modi genom ett foto på hans Google Plus-sida och videon från mötet visades på premiärministerns personliga webbplats. 2016 hedrades Abidi med Yash Bharati Award av Uttar Pradeshs regering vid en tillställning som hölls i Lucknow.